# Cantón de Vitré-Este
El cantón de Vitré-Este era una división administrativa francesa, que estaba situada en el departamento de Ille y Vilaine y la región de Bretaña.

## Composición
El cantón estaba formado por diez comunas:
- Balazé
- Bréal-sous-Vitré
- La Chapelle-Erbrée
- Châtillon-en-Vendelais
- Erbrée
- Mondevert
- Montautour
- Princé
- Saint-M'Hervé
- Vitré (fracción)

## Supresión del cantón de Vitré-Este
En aplicación del Decreto nº 2014-177 de 18 de febrero de 2014, el cantón de Vitré-Este fue suprimido el 22 de marzo de 2015 y sus 10 comunas pasaron a formar parte del nuevo cantón de Vitré.